# Ратовское
Ратовское — деревня в Рогнединском районе Брянской области, в 10 км к северу от Рогнедина. Несколько южнее деревни протекает река Габья.
Упоминается с XVII века в составе Пацынской волости Брянского уезда; с 1776 по 1929 в Рославльском уезде Смоленской губернии (с 1861 по 1924 — в составе Фёдоровской волости, в 1924—1926 в Тюнинской волости, в 1926—1929 в Сещенской волости). Входила в приход села Пацынь.
В 1964 году к деревне присоединена деревня Близницы (Щербовская Близница).
До 2005 года входила в Пацынский сельсовет.
По состоянию на 1 января 2010 года — в деревне осталось 4 дома, из которых для постоянного проживания используются только два.
Достопримечательностью Ратовского является искусственное озеро, используемое для разведения рыбы.